# Kevin O'Shea
Kevin O’Shea, född 28 maj 1947 i Toronto, Ontario, död 19 januari 2010, var en kanadensisk ishockeyspelare (forward) och jurist. 
O’Sheas främsta merit som ishockeyspelare var tre säsonger i National Hockey League där han representerade Buffalo Sabres och St. Louis Blues. Som spelare var han framförallt matchad i checking line, en formation som tacklar och spelar hårt mot motståndarnas stjärnor. Höjdpunkten som ishockeyspelare kom när han framspelad av sin bror Danny O'Shea avgjorde match sju i kvartsfinalen i Stanley Cup-slutspelet 1972 mot Minnesota North Stars med målet som tog Blues till semifinal.  
På 133 NHL-matcher gjorde O’Shea 13 mål och 18 assist. Före NHL-debuten spelade han universitetsishockey med St. Lawrence University i USA samt turnerade med Kanadas landslag och spelade med olika farmarlag. Efter NHL-åren gjorde han en säsong i utmanarligan WHA där han representerade Minnesota Fighting Saints och Phoenix Roadrunners. I WHA gjorde han 10 mål och 10 assist på 68 matcher.
O’Shea avslutade karriären med en säsong i den svenska Elitserien i ishockey där han blev första utländska spelare någonsin i Timrå IK. O’Shea satte det dåvarande rekordet i utvisningsminuter i Sverige då han säsongen 1975/76 straffades med 72 utvisningsminuter på 33 matcher. Framåt blev det 21 poäng vilket inte kunde förhindra att Timrå åkte ur elitserien för första gången efter 20 år i högsta serien.  
Efter året i Timrå återvände O’Shea till USA, avslutade spelarkarriären och slutförde istället sina studier till advokat och verkade därefter inom juridiken fram till sin död.